# Elisabeth Shue

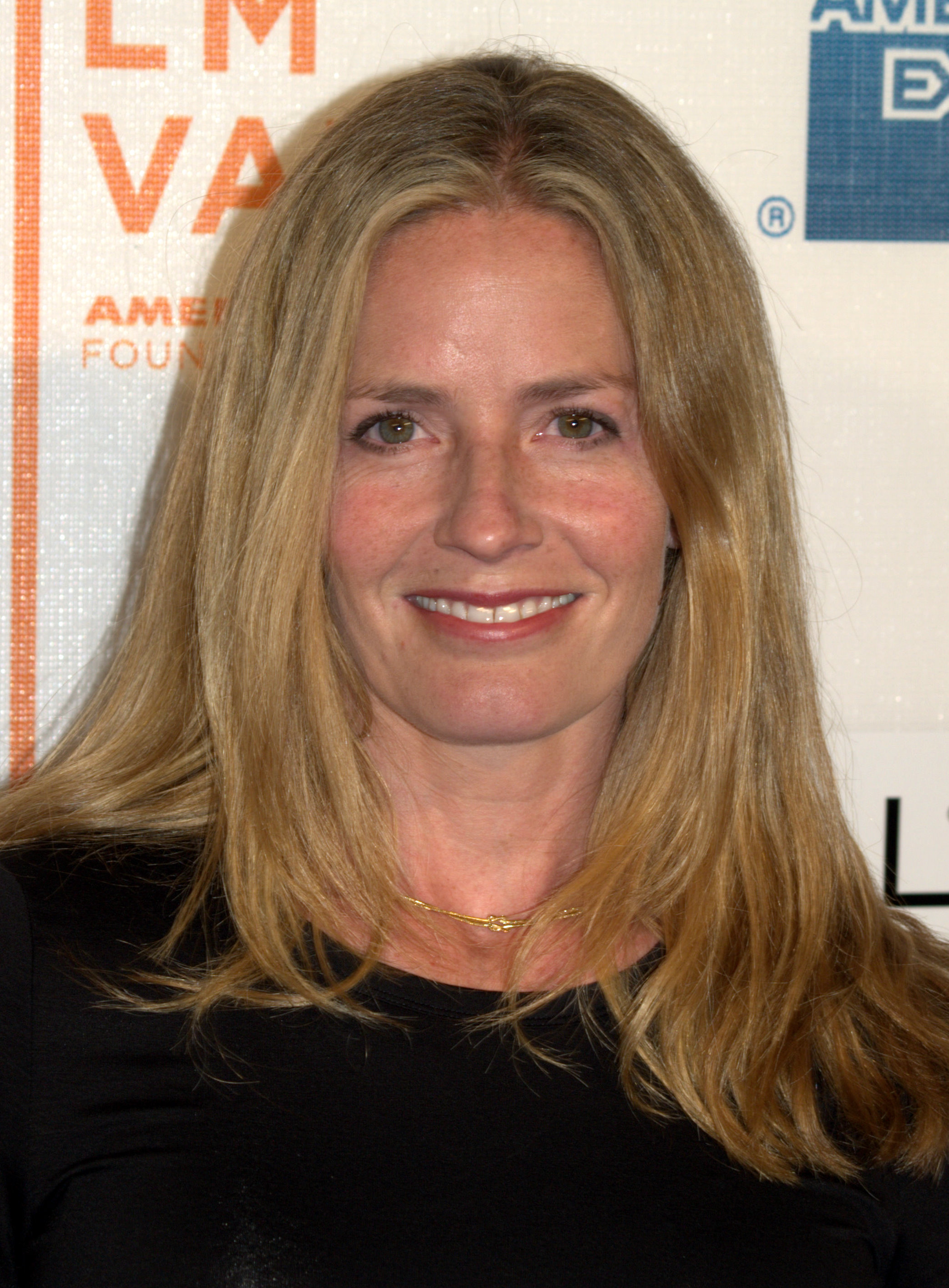
Elisabeth Shue beim Tribeca Film Festival 2009

Elisabeth Judson Shue  (* 6. Oktober 1963 in Wilmington, Delaware) ist eine US-amerikanische Schauspielerin, Filmproduzentin und Sängerin.

## Leben und Karriere
Elisabeth Shue ist die Tochter der Bankerin Anne Brewster (* 1938) und des Rechtsanwalts und Immobilieninvestors James William Shue (1936–2013); als sie neun Jahre alt war, ließen sich ihre Eltern scheiden. Als einziges Mädchen unter vier Geschwistern wuchs sie in South Orange, New Jersey auf. Sie studierte zunächst Politikwissenschaften am Wellesley College. Ihr Bruder Andrew Shue ist ebenfalls Schauspieler.
Nach einigen ersten Auftritten in Werbespots während ihres Studiums sammelte Shue ihre ersten schauspielerischen Erfahrungen Anfang der 1980er Jahre in der Fernsehserie Die Gier nach Ruhm, wo sie an der Seite von Craig T. Nelson die Rolle der Jackie Sarnac spielte. In den 1980er Jahren war sie vornehmlich auf die Rolle des „netten Mädchens von nebenan“ abonniert, was vor allem an ihrer Rolle in der Trilogie Zurück in die Zukunft lag, in deren zweitem und drittem Teil sie mitspielte. Erfolgreich gegen diesen Rollentypus ankämpfend, spielte sie 1995 die abgebrühte und zugleich zerbrechliche Prostituierte Sera in dem Drama Leaving Las Vegas. Ihre schauspielerische Leistung wurde unter anderem mit je einer Nominierung für den Oscar und den Golden Globe gewürdigt. Ihr Filmpartner Nicolas Cage erhielt den Oscar in der Kategorie Bester Hauptdarsteller, der Film erhielt überwiegend sehr gute bis exzellente Kritiken.
Neben ihrer Karriere als Schauspielerin verfolgte Shue auch weiterhin das Ziel, Anwältin zu werden. Sie setzte neben der schauspielerischen Tätigkeit ihr Studium in Harvard fort und schloss dieses im Jahr 2000 erfolgreich ab. Danach drehte sie nur noch unregelmäßig Filme. Im Jahr 2012 übernahm sie neben Jennifer Lawrence die Hauptrolle in Mark Tonderais Horror-Thriller House at the End of the Street. Im selben Jahr kehrte sie ins Fernsehen zurück und übernahm eine Hauptrolle in der Serie CSI: Vegas. Sie folgte dort auf Marg Helgenberger, welche die Serie nach zwölf Jahren verließ.
Seit 1994 ist Shue mit dem Produzenten und Regisseur Davis Guggenheim verheiratet. Das Paar hat einen Sohn und zwei Töchter.

## Filmografie (Auswahl)
- 1984: Karate Kid (The Karate Kid)
- 1986: Link – Der Butler (Link)
- 1987: Die Nacht der Abenteuer (Adventures in Babysitting)
- 1988: Cocktail
- 1989: Zurück in die Zukunft II (Back to the Future Part II)
- 1990: Zurück in die Zukunft III (Back to the Future Part III)
- 1991: Lieblingsfeinde – Eine Seifenoper (Soapdish)
- 1991: Die blonde Versuchung (The Marrying Man)
- 1993: 4 himmlische Freunde (Heart and Souls)
- 1993: Twenty Bucks – Geld stinkt nicht – oder doch? (Twenty Bucks)
- 1994: Zwei Männer um Natalie (Radio Inside)
- 1995: Leaving Las Vegas
- 1996: Der große Stromausfall – Eine Stadt im Ausnahmezustand (Trigger Effect)
- 1997: The Saint – Der Mann ohne Namen (The Saint)
- 1997: Harry außer sich (Deconstructing Harry)
- 1998: Palmetto – Dumme sterben nicht aus (Palmetto)
- 1998: Cousine Bette (Cousin Bette)
- 1999: Molly
- 2000: Hollow Man – Unsichtbare Gefahr (Hollow Man)
- 2002: Leo
- 2004: Mysterious Skin – Unter die Haut (Mysterious Skin)
- 2005: Hide and Seek – Du kannst dich nicht verstecken (Hide & Seek)
- 2005: Dreamer – Ein Traum wird wahr (Dreamer: Inspired by a True Story)
- 2007: First Born
- 2007: Gracie
- 2008: Hamlet 2
- 2009: Don McKay
- 2010: Waking Madison
- 2010: Piranha 3D
- 2012: Wie beim ersten Mal (Hope Springs)
- 2012: Mavericks – Lebe deinen Traum (Chasing Mavericks)
- 2012: House at the End of the Street
- 2012–2015: CSI: Vegas (CSI: Crime Scene Investigation, Fernsehserie, 71 Folgen)
- 2014: Behaving Badly – Brav sein war gestern (Behaving Badly)
- 2017: Battle of the Sexes – Gegen jede Regel (Battle of the Sexes)
- 2018: Death Wish
- 2019–2020: The Boys (Fernsehserie, 9 Folgen)
- 2020: Greyhound – Schlacht im Atlantik (Greyhound)
- 2021: Cobra Kai (Fernsehserie, 2 Folgen)
- 2021: On the Verge (Fernsehserie, 12 Folgen)
- 2022: Super Pumped (Fernsehserie)
- 2022: The Boys Presents: Diabolical (Fernsehserie, 1 Folge)
- 2023: The Good Half
- 2023: Generation V (Gen V, Fernsehserie, Folge 1x01 God U.)

## Auszeichnung und Nominierungen
- Nominierung für Saturn Award in der Kategorie Beste Schauspielerin für Link – Der Butler
- Chicago Film Critics Association Award in der Kategorie Beste Schauspielerin für Leaving Las Vegas
- Dallas-Fort Worth Film Critics Association Award in der Kategorie Beste Schauspielerin für Leaving Las Vegas
- Independent Spirit Award in der Kategorie Beste Schauspielerin für Leaving Las Vegas
- Los Angeles Film Critics Association Award in der Kategorie Beste Schauspielerin für Leaving Las Vegas
- National Society of Film Critics Award in der Kategorie Beste Schauspielerin für Leaving Las Vegas
- Nominierung für den Oscar in der Kategorie Beste Schauspielerin für Leaving Las Vegas
- Nominierung für BAFTA Award in der Kategorie Beste Schauspielerin für Leaving Las Vegas
- Nominierung für Chlotrudis Award in der Kategorie Beste Schauspielerin für Leaving Las Vegas
- Nominierung für Golden Globe Award in der Kategorie Beste Schauspielerin (Drama) für Leaving Las Vegas
- Nominierung für Screen Actors Guild Award in der Kategorie Beste Schauspielerin für Leaving Las Vegas